# الثمن (مسلسل 2023)
الثمن هو مسلسل دراما لبناني من سيناريو وحوار يم مشهدي وإخراج فكرت قاضي، تدور أحداثه في إطار درامي تشويقي رومانسي وبطولة مجموعة من أشهر النجوم والفنانين اللبنانيين والسوريين، بما في ذلك باسل خياط الذي يؤدي دور رجل الأعمال "زين"، نيكولا معوض الذي يلعب دور "كرم" صديق "زين" المقرّب، رزان جمال التي تلعب دور شخصية "سارة" الأم الأرملة في المسلسل، سارة أبي كنعان التي تلعب دور "تيما" صديقة "سارة"، صباح الجزائري، رفيق علي أحمد ورندة كعدي وغيرهم الكثير. اُقتُبِسَ هذا العمل من المسلسل الدرامي التركي Binbir Gece المعروف باسم مسلسل "ويبقى الحب" المدبلج للغة العربية، والذي عُرض للمرة الأولى في العام 2006 واستمرّ لغاية عام 2009.
بدأ عرض مسلسل "الثمن" في 8 يناير 2023 على شاشة "ام بي سي" ومنصة "شاهد"، وهو يتألف من 89 حلقة تبلغ مدة كل واحدة منها 45 دقيقة.

## نبذة
تدور أحداث قصة مسلسل "الثمن" حول الأم الأرملة "سارة" التي توفي زوجها تاركاً وراءه طفلاً وحيداً لم يعترف به أهل زوجها الأثرياء لأنه تزوّج من دون موافقتهم. تحاول "سارة" الحصول على وظيفة في شركة إنشاءات لا تُوظّف المتزوجات، مما يدفعها إلى الكذب بخصوص حالتها الاجتماعية وإخفاء حقيقة طفلها. ثم تكتشف "سارة" أن طفلها المصاب بمرض سرطان الدم بحاجة إلى عملية جراحية طارئة وهي غير قادرة على تحمّل تكاليفها الباهظة، فتجد نفسها مضطرة لاقتراض المال من صاحب الشركة التي تعمل فيها، والذي يدعى "زين"، لاسيما بعد رفض والد زوجها مساعدتها مادياً.
يوافق "زين" على طلب "سارة" وإقراضها المبلغ الذي تحتاجه لإجراء عملية طفلها "إبراهيم" بشرط قضاء ليلة واحدة معه، فتضطر "سارة" للقبول لإنقاذ حياة طفلها، غير أن الأحداث تأخذ منعطف غير متوقع حين يكتشف "زين" حقيقة "سارة" وذلك بعد أن يكون قد وقع في حبها بالفعل، لتتوالى الأحداث في إطار رومانسي تشويقي. 

## طاقم العمل
أدت الممثلة اللبنانية رزان جمّال دور البطولة في مسلسل "الثمن" وذلك من خلال لعب دور شخصية "سارة"، الأم الأرملة التي تضع احتياجات طفلها المريض على قمة أولوياتها والمرأة الصادقة والشفافة، في حين يجسد الممثل السوري باسل خياط دور "زين"، رجل الأعمال الذي يتميز بشخصيته القاسية والصارمة في عمله وطبيعته العدوانية تجاه السيدات. وفيما يلي أبرز الشخصيات:
- باسل خياط بدور زين
- نيقولا معوض بدور كرم
- رزان جمال بدور سارة
- سارة أبي كنعان بدور تيما
- صباح الجزائري بدور سمية
- رفيق علي أحمد بدور إبراهيم مطر
- رندة كعدي بدور نادية
- وسام فارس بدور فراس
- نانسي خوري بدور رولا
- ريام كفارنة بدور نور
- عدنان أبو الشامات بدور وائل
- رينيه غوش بدور هالة
- علي يونس بدور خالد
- حسين مقدم بدور معتصم [12][13]

## فريق العمل
يشمل فريق عمل مسلسل "الثمن" كل من:
- تأليف: دانيال حبيب، يم مشهدي
- إخراج: فيليب أسمر
- التأليف الموسيقي: إياد الريماوي
- مدير التصوير: نيكولا خوري